# Аудитория и конференц-центр Понтеведры
Аудитория и конференц-центр Понтеведры (исп. Auditorio y Palacio de Congresos de Pontevedra) — это здание в Понтеведре (Испания), предназначенное для проведения собраний, выставок, концертов, спектаклей, балетных и танцевальных представлений. Он расположен в северной части города, рядом с рекой Лерес и мостом Тирантес. Здание было построено по проекту архитектора Мануэля де лас Касаса.

## История
Строительство Аудитория и конференц-центр Понтеведры было запланировано в начале 1990-х годов в рамках масштабного градостроительного проекта по развитию северо-восточной части города, на осушенном болотном участке.
Проект включал в себя строительство вантового моста (моста Тирантес, предназначенного для связи аудитории и северной части города с его центром), выставочного центра, примыкающего к зрительному залу перед парком Росалии де Кастро, а также обустройство берегов реки Лерес и парка Острова скульптур.
Архитектор Мануэль де лас Касас выиграл предварительный конкурс проектов строительства конференц-центра, о чём было объявлено 2 ноября 1991 года. Строительство конференц-центра началось в 1993 году, аудитория была открыта в 1997 году, а выставочный центр — в 1998 году.
Центр был торжественно открыт 20 сентября 1997 года выставкой «Нейтралитет ордена» Мануэля де лас Касаса и концертом меццо-сопрано Тересы Бергансы и Королевской галисийской филармонии под управлением Максимино Сумалаве.

## Описание
Представляющий собой пример современной архитектуры центр является комплексом зданий площадью 10 000 м², включающим в себя выставочную площадь, залы для пленарных заседаний, зрительный зал и ресторанную зону. Это многоцелевое здание, позволяющее использовать все его помещения одновременно.
Наиболее характерными элементами внешнего облика центра являются зеленые сланцевые плиты, кортеновская сталь, медь и стекло, которые вкупе с гармоничным ансамблем простых объёмных форм зданий, таких как куб выставочного зала, вписываются в окружающий ландшафт и растительность. Мануэль де лас Касас также сформировал ландшафт, спроектировав искусственные платформы, площадки и каменные террасы, с которых открывается вид на реку Лерес и город.
Комплекс состоит из зданий, имеющих форму простых геометрических фигур: цилиндра (аудитория) и двух призм, расположенных на разном уровне и включающих в себя большой выставочный зал, конференц-центр, ресторан и кафетерий. Конгресс-зал и конференц-залы расположены внутри трапециевидной призмы. Вход и большой светлый коридор в квадратной призме  ведут в выставочный зал на нижнем этаже. От берега реки Лерес к центру ведёт каменная лестница с зелёной сланцевой стеной.